# Romániai Magyar Szó
A Romániai Magyar Szó bukaresti kiadású, országos magyar nyelvű napilap volt 1947-től 1953. március 31-ig, majd 1989. december 23-tól 2005-ig (1953 és 1990 között Előre címen jelent meg.) Utódlapja az Új Magyar Szó 2005. augusztus 8-tól 2012. július 1-éig jelent meg nyomtatásban, majd internetes hírportálként (maszol.ro) folytatta tevékenységét.
A XIX. század közepe óta Bukarestnek szinte mindig volt magyar lapja. A második világháború után a Romániai Magyar Szó 1947. szeptember 1-jével indult a Magyar Népi Szövetség Központi Bizottsága országos demokratikus napilapjaként, majd folytatólagos évfolyamjelzéssel 1953. március 31-től Előre címen jelent meg. Ebben az időszakban a 200-250 főből álló újságíró gárdával rendelkező Román Kommunista Párt központi propaganda lapja, melynek fenntartását is a pártközpont fedezte. A költségeket biztosító összeget a pártvezetés második embere, Ana Pauker utalta ki.
A szerkesztőket a párthoz közelálló újságírókból szervezték. Főszerkesztőnek országos ismertsége miatt Kacsó Sándort nevezték ki, azonban tényleges munkát nem végzett a lapnál, csak jól hangzó nevét használták fel. Robotos Imre látta el a tényleges főszerkesztői feladatokat, majd 1951 júliusától a főszerkesztői széket is elfoglalhatta. Időrendben a helyettes főszerkesztők Kőmüves Géza, Jakab Antal, Kenyeres Pál voltak. A lap munkatársai között szerepelt majdnem mindegyik romániai magyar író is, többek közt itt kezdte írói, újságírói pályafutását Török László.
A lap szerkesztése követte a pártutasításokat, helyt adott országos kampányok népszerűsítésének és élen járt az egyházi reakció elleni harcban, ideológiai törést csak a magyarországi 1956-os forradalom okozott, amikor is a munkatársak egy részét, köztük Robotos Imre főszerkesztőt egyik napról a másikra eltávolították a laptól. A lapvezetést Szilágyi Dezső, a párt szemében megbízható kommunista vitte tovább, aki azelőtt egy román nyelvű katonai lap munkatársa volt.
Kezdetben 25 000 példányt nyomtattak a lapból, ez később 150 000-re emelkedett, ekkora példányszámot romániai magyar nyelvű napilap soha eddig nem ért el.

### A lapban megjelenő témák
A tudósításaik nagy részét földművelési, gazdasági, ipari kérdések alkották. A párt elvárásainak megfelelően szóltak a sztahanovista mozgalmakról, népszerűsítették a munkaversenyeket, tudósítottak a kulákok elleni fellépésekről és a termelőszövetkezetek előnyeiről, valamint mintaként mutatták be a Szovjetunióban történteket.
Minden számban megjelenő kulturális rovat azonban irodalmi és művelődési közléseivel jelentős szerepet játszott. Külön rovatcím nélkül hétvégeken művelődési-irodalmi melléklet is megjelent. E tekintetben a lap nagyon hasznos munkát végezhetett, különös tekintettel arra, amikor párt általi ajánlás és a magyarság által tiltott nemzeti önismeret ápolása találkozhattak. Példa lehet erre az, amikor Leonte Răutu harcot indított a közérthetőség biztosítása mellett a sajtó nyelvezetének megújításáért, azzal a céllal, hogy a párt propaganda szövegeit a román munkások és a falusi olvasók is könnyebben tudják értelmezni. Ez a jelenség a magyar nyelvű sajtóban alig volt érzékelhető, de az elrendelt nyelvi leegyszerűsítésből a magyar nyelvű lapok sem maradhattak ki, ezért Vígh Károlyt nyelvi lektorként alkalmazták. Ez a folyamat lehetőséget biztosított arra, hogy a magyar nyelvhelyességért, a magyar nyelvművelésért küzdő tanárok, írók cikkeket jelentessenek meg. A rendelkezést adó célját a magyarság hasznára fordítva a magyar anyanyelv ismeretére, szeretetére és művelésére irányuló témák kerülhettek be a lapba.
A magyar-román történelmi közös múlt elferdítése is előfordult, Szabédi László ezért is szakított az újsággal.
Az újság 1971-ben olcsó és nagy példányszámú kis-könyvtári sorozatot indított. 1971-1974 között összesen 44 kötetet adott ki, és közben évente tartalmas kalendáriumot is megjelentetett.

## 1989 után
A kommunista diktatúra bukása után komoly változás ment végbe az Előre szerkesztőségében. Szilágyi Dezső távozott a lap éléről, és a vezetést egy öttagú ügyvezető bizottság vette át, Cseke Gábor, Gyarmath János, Kiss Zsuzsa, Nits Árpád és Székely László. A lap neve újra Romániai Magyar Szó lett. 1990. március 20-tól Gyarmath János lett a lap főszerkesztője, főszerkesztő-helyettes Székely László, majd 1994 novemberétől Ferencz Imre.
Vidéki munkatársak: Aradon Juhász Zoltán, Péterszabó Ilona, Besztercén Guther M. Ilona, Brassóban Demeter J. Ildikó, Tóásó Áron Zoltán, Csíkszeredában Birtók József, Daczó Dénes, Déván Deák Levente, Kolozsváron Csomafáy Ferenc, Kisgyörgy Réka, Miklós László, Román János, Turós-Jakab László, Valdman István, Marosvásárhelyen Bögözi Attila, Nagyváradon Józsa Tímea, Nagybányán Farkas E. Zoltán, Kézdivásárhelyen Németh Csaba, Sepsiszentgyörgyön Szonda Szabolcs, Szatmárnémetiben Sike Lajos, Zilahon Fejér László.
A lap grafikusa 1982-től 2005-ig Keller Emese volt.

### Lendületben
A lap kedden, szombaton és vasárnap jelent meg, 1994. decemberétől hétfőn is. A szombat-vasárnapi összevont szám művelődési melléklete önálló sorszámmal Szabad Szombat címmel jelent meg 1990. októberétől 1997 júniusáig. A hétfői kiadás címváltozata a Hétfői Romániai Magyar Szó (1994. dec. 6.-1997. febr. 17.), utóbb kék színű címfej jelezte a hétfői kiadást; majd a kék mindennapos kísérőszín lett. Melléklapja a Barométer, mely önálló kiadványként jelent meg 1991. június 7.-november 29. között. 1991 decemberétől a Romániai Magyar Szó  pénteki műsor- és magazin-mellékletet adott ki, önálló évfolyam és sorszámmal. 1997 januárjától olvashatjuk a Gazdasági Szemle című kiadványt.
1990–1992 közötti kiadásában jelent meg a RMSZ-zsebkönyvek hét kötete. A sorozatot Marosi Barna és Cseke Gábor szerkesztette; sorozattervező grafikusa Keller Emese volt.
Függetlenségét a lap megtartotta, de politikai irányultságát tekintve a magyar nemzetiségi szemléletet a magyar érdekképviseletet ellátó Romániai Magyar Demokrata Szövetség Domokos Géza, majd később Markó Béla vezette irányvonalat helyezte előtérbe. Cikkeivel, tudósításaival és publicisztikájával Románia magyar lakosságának az ország mindennapi életében való jelenlétét, a rendszerváltás folyamatában jelentkező gondokat, problémákat tartja fontosnak. Ezt tükrözi mindennapi sorozata, a Nem hagyhatjuk szó nélkül is. Az RMDSZ 1996-ig  ellenzékben volt, ezt követően pedig kormányon a demokrata pártokkal együtt, ezalatt az időszak alatt zavartalan volt az együttműködés a lapvezetőkkel.
A Romániai Magyar Szó Internetes változatát a Hungarian Human Rights Foundation készítette. A lap támogatója az Illyés Közalapítvány volt, kiadója pedig a Transil Rt.

### Megszüntetés
A Romániai Magyar Szót 5263. számával (2005) a megszűnés fenyegette, illetve a többségi részvényes mögött álló érdekcsoport megszüntetni készült. Volt olyan időszak is, amikor csak internetes változatban jelent meg a lap. Az RMDSZ ügyvezető elnöksége közleményt adott ki, hogy nem hajlandó 10 milliárd lejre rúgó adósságát a lapnak felvállalni. A lap vezetése pedig elvárta volna a befektetőtől, hogy az RMDSZ politikusaival együtt a lap megmentéséhez szükséges forrásokat előteremtsék, kilobbizzák. Véleményüket arra alapozták, hogy a bukaresti nagy lapok zöme minisztériumi és más állami szervek által kiadott közleményekből, megrendelésekből tartja fenn magát.
Moszkovits János (radio.hu) kérdésére válaszolt Karácsonyi Zsigmond, a Magyar Újságírók Romániai Egyesületének ügyvezető elnöke: „Országos terjesztésű napilapnak számított a félévszázados múltú Romániai Magyar Szó, amely augusztus elején szűnt meg anyagi gondok miatt. Az utóbbi években teljesen visszaesett a példányszáma, pár ezret nyomtattak belőle. Az újság a múlt rendszerben Előre címmel jelent meg, és közölnie kellett a kommunista párt álláspontját, de volt benne igazán közérdekű információ és színvonalas írás is. A fordulat után vette fel újra régi nevét, ekkor még több tízezer fogyott el belőle Románia-szerte és eljutott a szórványba is, de a magyar nyelvű sajtópiac bővülésével és a televízió térhódításával egyre apadt a példányszáma. Mindvégig védte az RMDSZ-t, hivatalos politikáját támogatta. Kritikus hangvételt a magyar érdekvédelmi szervezettel szemben alig ütött meg. Az utóbbi években keményen támadta viszont az RMDSZ ellenzékét és a szövetség volt tiszteletbeli elnökét, Tőkés Lászlónak is bőven jutott a bírálatokból. Ennek ellenére RMDSZ-közeli tulajdonosai úgy döntöttek, hogy nem állják tovább a lap anyagi veszteségeit, ezt megelőzően nem segítették hozzá az újságot, hogy esti lapzártával juthasson nyomdához, így a hírek zöme két nap csúszással jelent meg a Romániai Magyar Szóban, amelynek maroknyi szerkesztője, munkatársa kevés pénzért is vállalta a szolgálatot.”

## Új Magyar Szó és Maszol
2005. augusztus 8-tól a Scripta Kiadó, Stanik István vezetésével adta ki a lapot Új Magyar Szó címen, mivel továbbra is igény mutatkozott egy Bukarestben szerkesztett lapra, hiszen a Romániában megjelenő magyar lapok egyikének sem volt képviselete és tudósítója a fővárosban. A lap teljesen új grafikai-tipográfiai kivitelezéssel jelent meg 16 oldalas főlaptesttel és különböző mellékletekkel. A különbözőség leginkább abban nyilvánult meg, hogy sokkal frissebb volt a tartalma, a régebbi 3 órás lapzárta helyett esti 8 órás lapzártát biztosítottak, és a lap másnap reggel Erdély minden településén hozzáférhetővé vált. A lap havi költsége 40-50 ezer euró között mozgott. A lap úgy határozta meg magát, mint országos közéleti napilap; ez újdonság a romániai magyar nyelvű lapoknál. Az újság 20 megyében jelent meg, kezdetben 10 000 példányban. A lap főszerkesztője Stanik István, mb. felelős szerkesztő Salamon Márton László, vezető szerkesztő Cseke Péter Tamás, vezető publicista Ágoston Hugó volt.
2012. július 1-étől anyagi helyzete miatt az Új Magyar Szó beszüntette a nyomtatott változat terjesztését. A szerkesztőgárda megalapította a maszol.ro (Új Magyar Szó online) hírportált.